# چنیوت، پاکستان
چنیوت (به اردو: چنیوٹ) شهری در ایالت پنجاب (پاکستان) کشور پاکستان است که در سرشماری سال ۲۰۰۶ میلادی، ۲۰۶٫۴۴۰ نفر جمعیت داشته است.

## نگارخانه

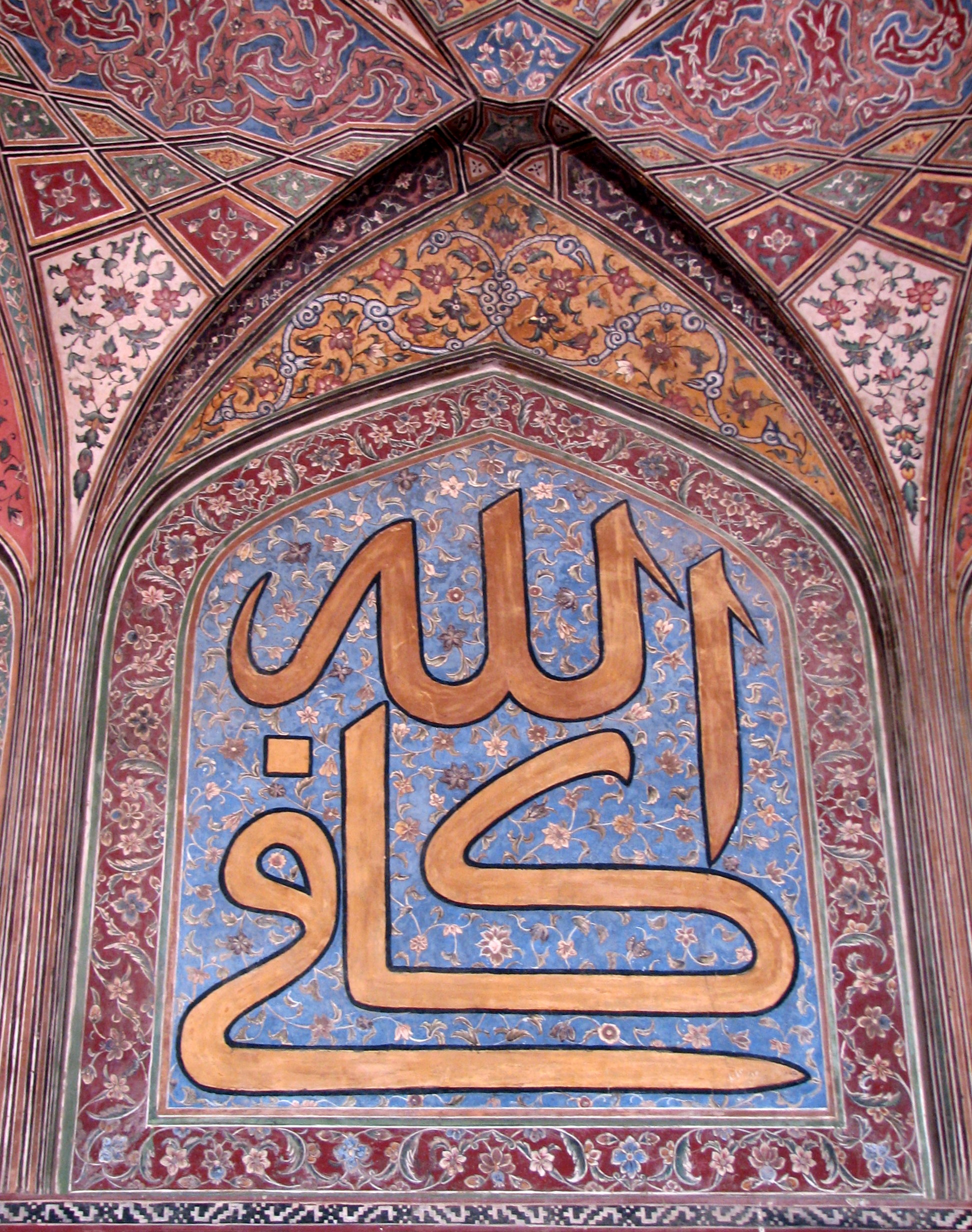